# Ройтблат, Борис Михайлович
Боря Ройтблат, известный также под псевдонимом Борис Сандрацкий (Борис (Бэрл) Михайлович Ройтблат, род. 22 ноября 1953, Бердичев Украинской ССР) — русский прозаик, драматург и журналист, репортёр.

## Биография
Борис Ройтблат родился в Бердичеве в 1953 году. В детстве владел только идишем и лишь в школе освоил русский язык. В 1968 году поступил в Кишинёвский спортивный техникум, жил в кишинёвском предместье Петриканы. Окончил Таллинское морское училище. Во время воинской службы стал корреспондентом армейской газеты, по возвращении в Таллин в 1973 году устроился репортёром в газету «Советская Эстония», в редакции которой познакомился с Сергеем Довлатовым. Публиковался под псевдонимом «Борис Сандрацкий» (девичья фамилия матери).
Вскоре после женитьбы вновь поселился в Кишинёве, работал репортёром в различных периодических изданиях Молдавии. Входил в круг начинающих местных литераторов при литобъединении «Орбита» (Евгений Хорват, Наум Каплан, Александр Фрадис, Виктор Панэ, Катя Капович, Борис Викторов, Александра Юнко и другие). С середины 1980-х годов — в Таллине, где опубликовал пьесы «Вариации на тему Баха» (1989), «Ни за что!» (1991), «Париж» (1991), повести «Двадцатое июля» (о восстании на крейсере «Память Азова» в Ревеле в 1906 году), «Амедео из Ливорно» (о художнике Амедео Модильяни), «Пиратская история» и «Леру» (о пионере воздухоплавания Шарле Леру). Работал машинистом сцены, ночным сторожем и пожарным, писал пьесы для радио и детского театра. Был принят в молодёжную секцию Союза писателей Эстонии.
В 1992 году поселился в Гёттингене (Германия), в настоящее время проживает в Штутгарте. Печатался в калифорнийской газете «Кстати», публикует рассказы и пьесы в различных русскоязычных изданиях Германии. Сборник рассказов и очерков «Король Бродвея» вышел в Сан-Франциско в 2004 году.

## Семья
Жена — Виктория Сандрацкая,  молдавский музыковед, автор работ о творчестве современных молдавских композиторов (cf. Виталий Верхола //Молодые композиторы Советской Молдавии. — Кишинёв: Литература артистикэ, 1982).

## Книги
- Борис Сандрацкий. Вариации на тему Баха (повести и монопьеса). Таллин: Ээсти раамат, 1989.
- Борис Сандрацкий. Пиратская история. Повесть. Таллин: Ээсти раамат, 1990[1].
- Боря Ройтблат. Король Бродвея. Сан-Франциско, 2004.
- [world.lib.ru/r/rojtblat_b/ В сети]